# Folgoso de Caurel
Folgoso de Caurel (galicisk: Folgoso do Courel) er en by og kommune i det nordvestlige Spanien i provinsen Lugo. Den har et indbyggertal på 978 (2024) indbyggere.